# Perissodus
Рід налічує 2 види риб родини цихлові.

## Види
- Perissodus eccentricus Liem & Stewart 1976
- Perissodus microlepis Boulenger 1898